# Nakatajhijh
Nakatajhijh (nep. नकटाझिझि) – gaun wikas samiti w środkowej części Nepalu w strefie Dźanakpur w dystrykcie Dhanusa. Według nepalskiego spisu powszechnego z 2011 roku liczył on 1464 gospodarstwa domowe i 8543 mieszkańców (4093 kobiety i 4450 mężczyzn).